# 樊景曾
樊景曾（?—?），江西省南昌府進賢縣人，清朝政治人物、同進士出身。
光緒十六年（1890年），参加光緒庚寅科殿試，登進士三甲124名。同年五月，授内阁中书。